# Coptocercus tricolor
Coptocercus tricolor là một loài bọ cánh cứng trong họ Cerambycidae.